# Habrodesmoides perturbans
Habrodesmoides perturbans är en mångfotingart som beskrevs av Carl Graf Attems 1943. Habrodesmoides perturbans ingår i släktet Habrodesmoides och familjen orangeridubbelfotingar. Inga underarter finns listade i Catalogue of Life.